# Warmińsko-Mazurski Dekanat Wojskowy
Warmińsko-Mazurski Dekanat Wojskowy – dawny dekanat Ordynariatu Polowego Wojska Polskiego. Z dniem 27 czerwca 2011 roku został zlikwidowany dekretem biskupa Józefa Guzdka z dnia 6 czerwca 2011 roku. Parafie wchodzące w skład zniesionego dekanatu  zostały włączone do Dekanatu Wojsk Lądowych.

## Parafie
W skład dekanatu wchodziło 10 parafii:
- parafia wojskowa bł. Jana XXIII Papieża – Bartoszyce
- parafia wojskowa św. Brata Alberta Chmielowskiego – Bemowo Piskie
- parafia wojskowo-cywilna św. Wojciecha – Braniewo
- parafia wojskowa Miłosierdzia Bożego – Elbląg
- parafia wojskowa św. Krzysztofa - Ełk
- parafia wojskowa Matki Bożej Królowej Pokoju – Giżycko
- parafia wojskowa św. Królowej Jadwigi – Morąg
- parafia cywilno-wojskowa Najświętszej Maryi Panny Królowej Polski i św. Archaniołów Michała, Rafała i Gabriela – Olsztyn
- parafia wojskowa św. Kazimierza – Orzysz
- parafia wojskowa św. Barbary – Węgorzewo.